# Contea di Yumin
La contea di Yumin (裕民县S) o contea di Qagantokay è una contea della Cina, situata nella regione autonoma di Xinjiang e amministrata dalla prefettura di Tacheng.